# 新蒲崗公共圖書館
新蒲崗公共圖書館（英語：San Po Kong Public Library）是香港一間公共圖書館，由香港特別行政區政府康樂及文化事務署轄下之香港公共圖書館系統管理，位於九龍新蒲崗崇齡街33號新蒲崗廣場3樓全層，於1997年4月30日投入服務，佔地約1,500平方米，是黃大仙區兩間分區圖書館之一（另一所為牛池灣），設有學生自修室。

## 歷史
新蒲崗廣場所處之地皮在1980年代末曾一度規劃作興建政府聯用大樓之用，而市政局亦在1988年10月至11月議決於該政府聯用大樓設置垃圾收集站與公共圖書館。

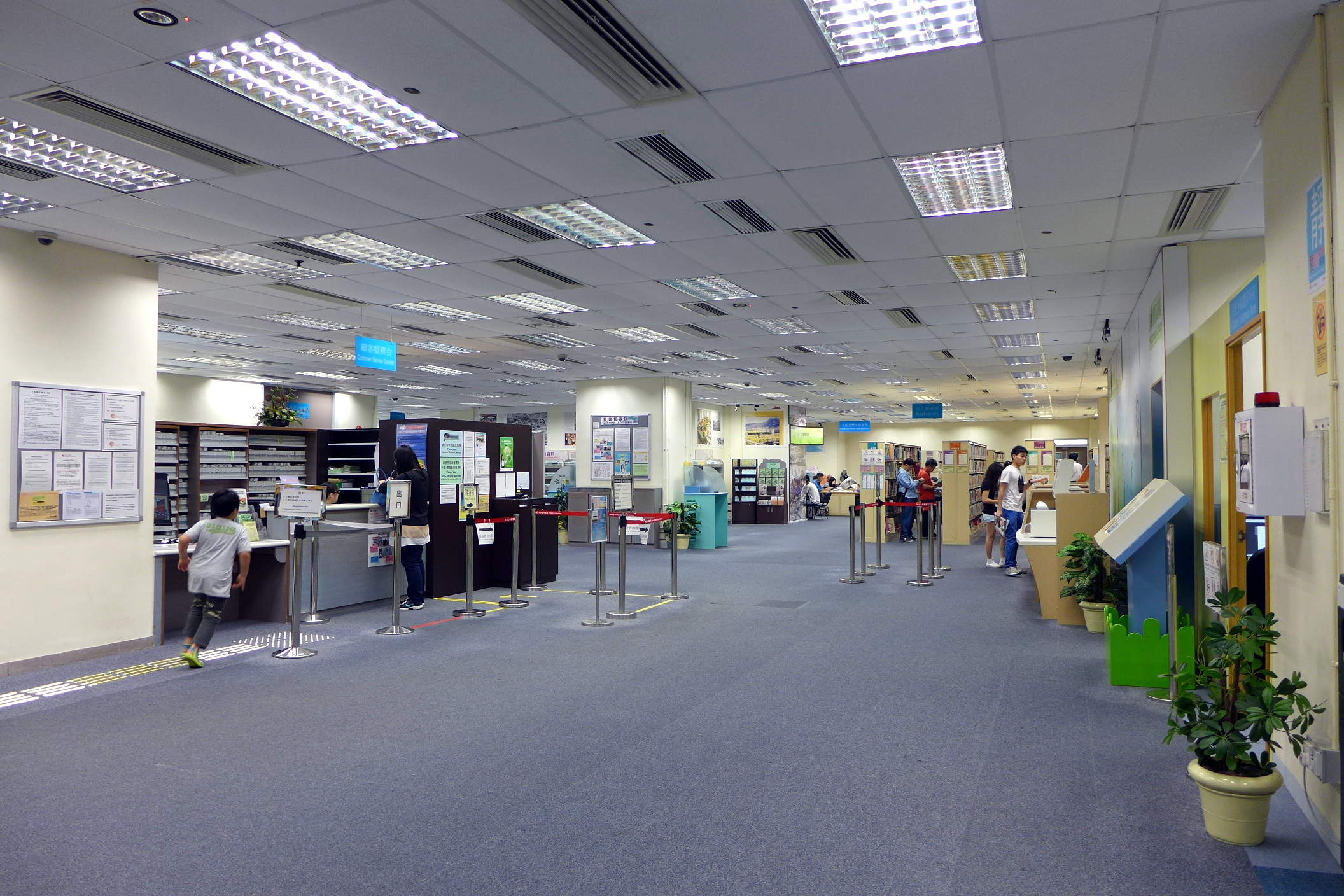
圖書館大堂

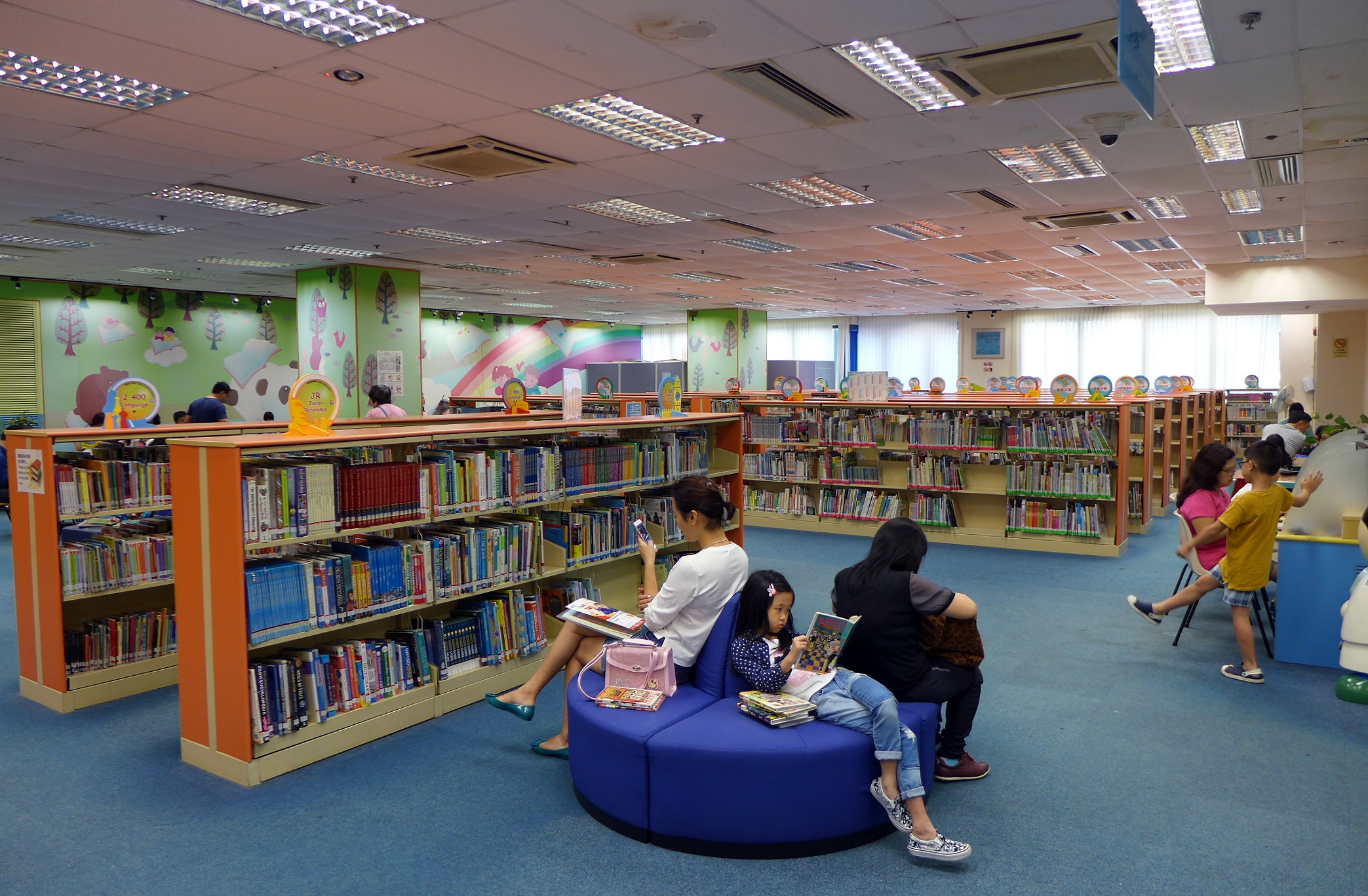
兒童借閱圖書館

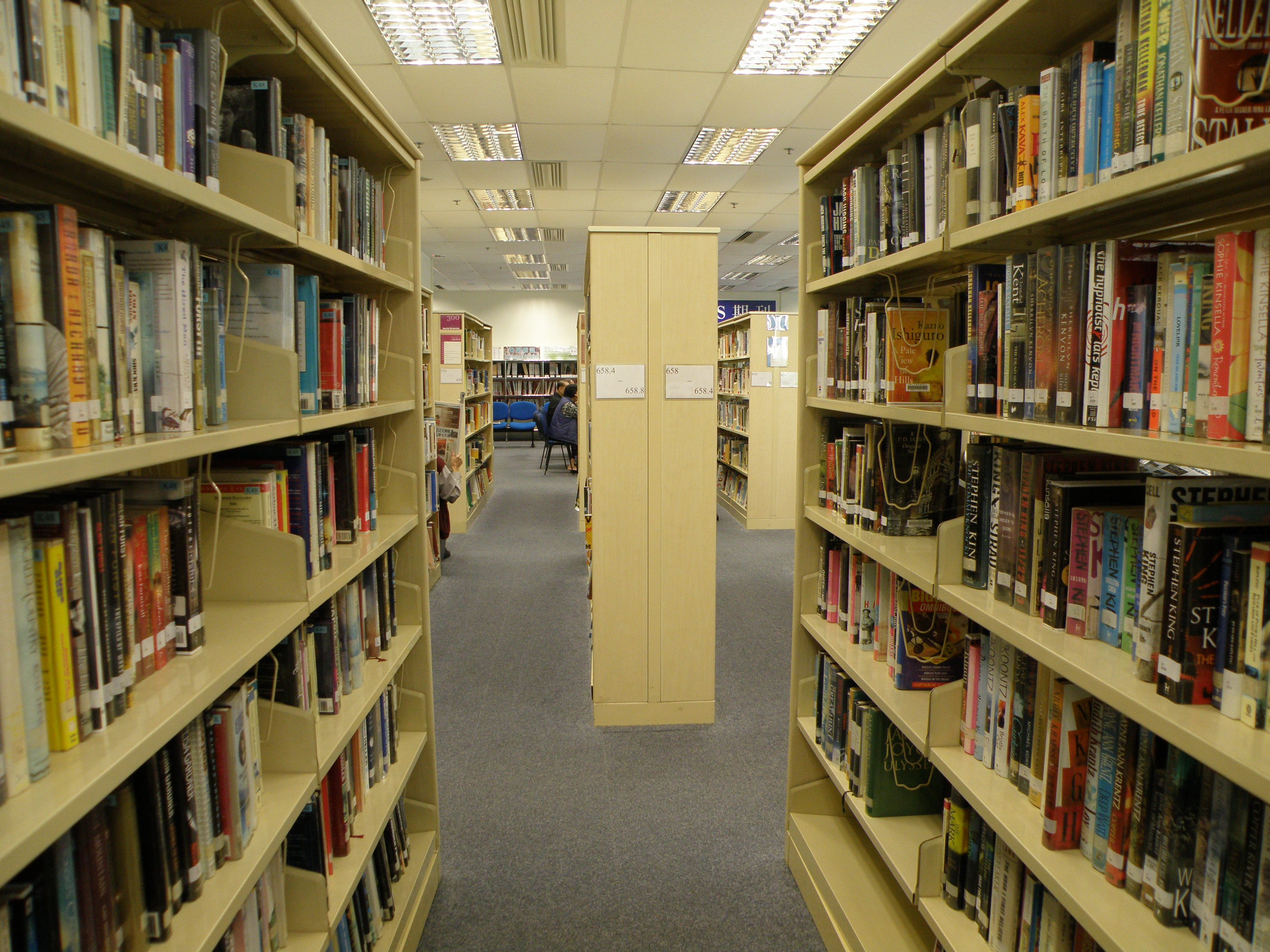
成人借閱圖書館

不過，相關政府部門其後達成共識，將該地皮出售予私人發展商興建商住樓宇，但同時要附設垃圾收集站及公共圖書館。該地皮最後由南豐集團投得，興建新蒲崗廣場，並在1996年落成入伙。在圖書館落成前，市政局曾考慮將圖書館定名為「市政局崇齡街公共圖書館」（Urban Council Shung Ling Street Public Library）或「市政局新蒲崗公共圖書館」（Urban Council San Po Kong Public Library），最終採納後者。
市政局新蒲崗公共圖書館於1997年4月30日開幕，當時屬市政局公共圖書館轄下。在2000年，政府解散市政局與區域市政局，兩局旗下之全綫公共圖書館均交由新成立的康樂及文化事務署接管，新蒲崗公共圖書館亦不例外。

## 設施
新蒲崗公共圖書館館內設有成人借閱圖書館、兒童多媒體資料室、推廣活動室、兒童借閱圖書館、多媒體資料圖書館、報刊閱覽部及參考圖書部。此外，館內設有圖書館目錄終端機、自助借書機、自助影印機，亦設有學生自修室。
到2014年增設黃大仙區文化及歷史資源角，提供有關該區文化、歷史及社區發展等各方面的資料及文獻，供市民參閱。

### 資訊科技設施
新蒲崗公共圖書館為香港政府WiFi通熱點之一，市民可於館內使用免費Wi-Fi無綫上網服務。館內亦設有「互聯網資訊站」終端機供市民上網。

## 圖書館開放時間
| 星期                   | 開放時間 | 關閉時間 |
| ---------------------- | -------- | -------- |
| 星期一                 | 09:00    | 20:00    |
| 星期二                 | 09:00    | 20:00    |
| 星期三                 | 09:00    | 20:00    |
| 星期四                 | 12:00    | 20:00    |
| 星期五                 | 09:00    | 20:00    |
| 星期六                 | 09:00    | 20:00    |
| 星期日（包括公眾假期） | 09:00    | 17:00    |

| 假日               | 開放時間    |
| ------------------ | ----------- |
| 元旦前夕           | 09:00-17:00 |
| 元旦日             | 休館        |
| 除夕               | 09:00-17:00 |
| 農曆年初一至年初三 | 休館        |
| 耶穌受難日         | 休館        |
| 中秋節             | 09:00-17:00 |
| 聖誕節前夕         | 09:00-17:00 |
| 聖誕節及翌日       | 休館        |

### 學生自修室
新蒲崗公共圖書館設有學生自修室，供有需要之學生使用。開放時間如下：
（1月至2月，6月至12月）
- 星期一至三及星期五：09:00-22:00
- 星期四：12:00-22:00
- 星期六：09:00-20:00
- 星期日及公眾假期：09:00-17:00

公開考試季節（3月至5月）
於香港中學會考、香港高級程度會考及香港中學文憑考試前後，因學生溫習需求上升，市民必須持有自修室入座證方可使用自修室（該證之申請辦法由圖書館於每年2月公布）。新蒲崗公共圖書館學生自修室於該段時間採用3班制運作，詳情如下：
- 早班：08:00-12:30
- 午班：12:45-17:15
- 夜班：17:30-22:00（逢星期六、日及公眾假期夜班提早於21:30結束）

## 外部連結
- 新蒲崗公共圖書館 （页面存档备份，存于）